# Palazzo dal Pozzo

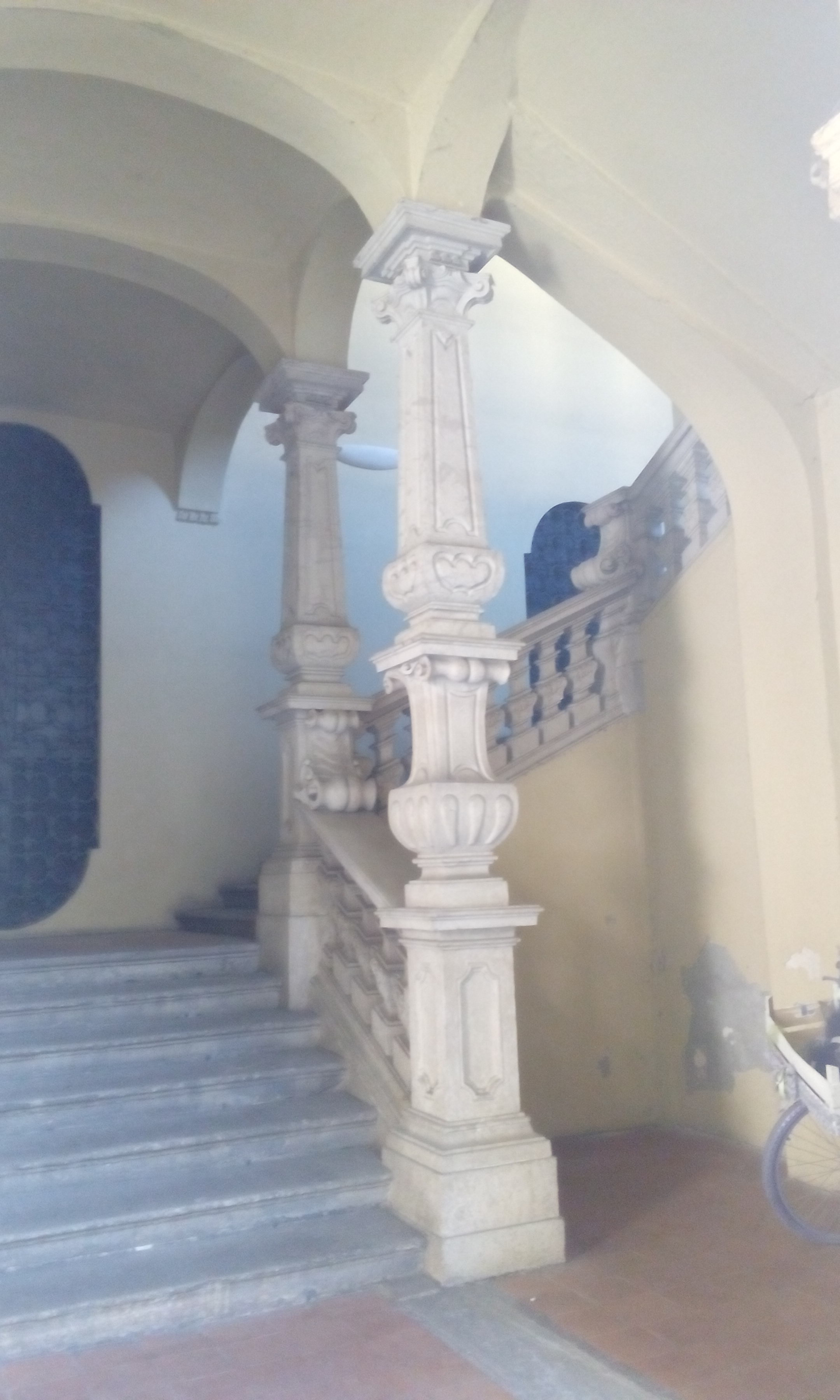
Lo scalone visto dall'atrio del piano terra

Palazzo dal Pozzo è un palazzo di stile barocco situato nella città di Alessandria e risalente al XVIII secolo. Il palazzo, ora nella lista degli edifici monumentali e sotto il vincolo della legge sulla tutela del patrimonio artistico italiano. Il palazzo apparteneva ai marchesi dal Pozzo una tra le famiglie più importanti di Alessandria. Ai marchesi dal Pozzo appartenevano inoltre tutti gli isolati intorno a via Maestra, divenuta poi via Milano, a partire da piazzetta san Giovanni delle Rane, in seguito piazzetta Santa Lucia, fino alla piazzetta di Monserrato.

## Storia
Venne costruito nella seconda metà del Settecento, da architetto sconosciuto nello stile tipico del barocco piemontese, su due piani fuori terra come voleva l'uso del luogo e le necessità militari. La facciata è resa più ricca da poggioli bombés in ferro battuto molto belli e le finestre alternano nei loro timpani elementi angolari e curvilinei creando un ottimo rapporto di vuoti e pieni. Da alcuni elementi architettonici che si riscontrano al piano terreno, si ipotizza che il palazzo dovesse avere un cortile-giardino interno.

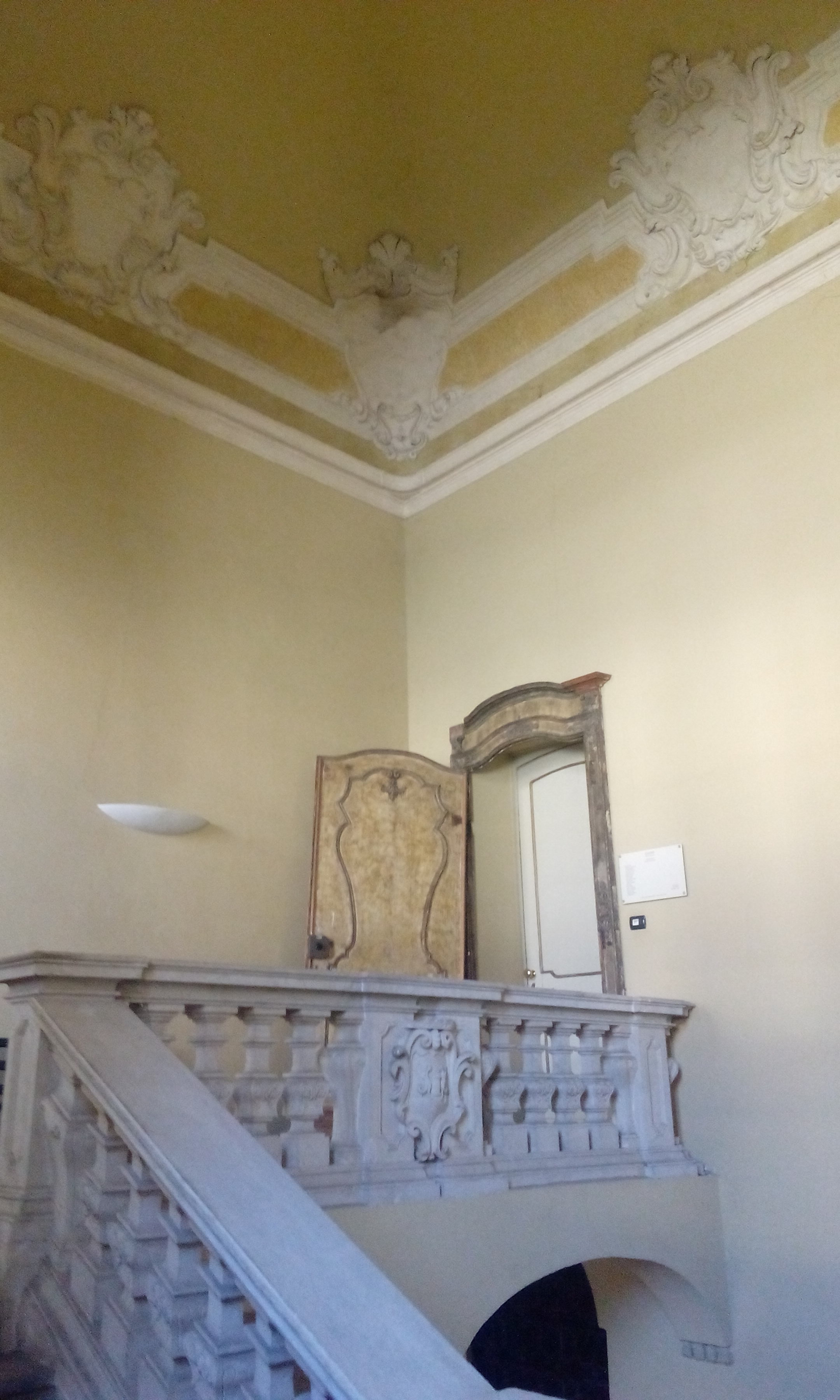
L'accesso al piano nobile dal pianerottolo con stucchi sulla volta e stemma Dal Pozzo sulla balaustra marmorea

Lo scalone, che è ricco di stucchi, è costruito con motivi che simulano delle volte pensili ed è apprezzabile per i rapporti e le proporzioni.
Al piano nobile, nello stile tipico delle case settecentesche, si trovano le camere adibite alla servitù allineate l'una all'altra sul fronte interno ed esterno. Secondo lo storico alessandrino Fausto Bima "Le caratteristiche dell'edificio sono due: quella di ambienti tutti ben proporzionati fra loro, senza il consueto contrasto di altezza e di dimensioni fra saloni e salotti e quella di una serie di decorazioni alle pareti ed ai soffitti che rappresentano la media di quello che si usava in una casa patrizia piemontese della seconda metà del '700. Nulla di modesto e neppure nulla di ostentatamente sfarzoso: il giusto mezzo".
Il palazzo ospitò dal 1862 al 1868 la Società del Casino e per alcuni decenni l'Archivio Notarile e dal 1962 al 1982 nuovamente la Società del Casino.